# Vanga (Kwilu)
Vanga (vɑːɳɢ / ə /) est une ville de la province de  Kwilu en République démocratique du Congo.

## Hôpital de Vanga
C'est le plus grand centre hospitalier de la région, il accueille 13 000 patients par an, comporte plus de 400 lits, emploie 13 médecins et une centaine d'infirmières.  Il existe depuis 1908, .

## Transport
La localité dispose aussi d'un aérodrome civil (code OACI : FZCD).